# 光学晶体管
光学晶体管（英語：Optical transistor），又称为光学开关或光阀门，是切换或放大光学信号的装置。在光学晶体管输入端出现的光会改变晶体管输出端的光的强度，而且输出功率会由附加光源提供。由于输入信号的强度可能比附加光源的强度弱，因此光学晶体管把光学信号放大。电子晶体管构成了现代电子设备的基础，而光学晶体管就是为了模拟它。光学晶体管提供仅使用光来控制光的手段，并且在光学计算和光纤通信网络中具有应用。这种技术有望超越电子设备的速度，同时降低功耗。 
由于光子本身不会互相作用，因此光学晶体管必须使用介质介导互相作用。这可以在不将光学信号转换为电子信号作为中间步骤的情况下实现。利用各种操作介质的实现方式已经被提出并通过了实验证明。然而，他们与现代电子产品竞争的能力目前是有限的。

## 应用
光学晶体管可用于改善光纤通信网络的性能。虽然光纤缆线用于传输数据，但现时信号路由等任务是通过电子的方式才能够完成。这需要先将光信号转换成电子信号，然后再转换成光信号，此举造成了瓶颈。原则上，使用布置在積體光學中的光学晶体管可以实现全光学数字信号处理以及路由功能。相同的装置可以用来创建新的类型的光放大器，以弥补光子沿着传输线移动导致信号衰减的问题。 
光学晶体管其中一个更为复杂的应用是开发光学数字计算机，当中光子取代了电子，成为信息的新载体。此外，使用单光子操作的光学晶体管可以形成量子信息处理的组成部分，其中它们可以用于选择性地寻址量子信息的各个单元，称为量子位元。

## 与电子产品比较
最常见的光学逻辑案例是光学晶体管的开关时间比传统的电子晶体管快得多。这是因为光学介质中的光速通常比半导体中电子的漂移速度快得多。 
光学晶体管可以直接连接到光纤缆线，而电子器件需要通过光电探测器和发光二极管或激光器耦合。全光信号处理器与光纤的更自然的集成将降低光通信网络中信号的路由和其他处理的复杂性和延迟。 
光学处理是否可以将单个晶体管切换所需的能量减少到小于电子晶体管的能量仍然值得怀疑。为了实际竞争，每次操作都需要几十个光子的晶体管。然而，很明显，这在用于量子信息处理的所提出的单光子晶体管 是可实现的。 
也许光学电子逻辑的最显着优势是降低功耗。这是因为各个逻辑门之间的连接中没有电容。在电子设备中，传输线需要充电到信号电压。传输线的电容与其长度成比例，并且当其长度等于单个栅极的长度时，它超过逻辑门中的晶体管的电容。传输线的充电是电子逻辑中的主要能量损失之一。在光通信中避免了这种损失，其中在接收端仅有足够的能量来切换光学晶体管必须沿着线路传输。这一事实在光纤用于长距离通信方面发挥了重要作用，但尚未在微处理器层面得到开发。 
除了具有更高速度，更低功耗和与光通信系统的高兼容性的潜在优势之外，光学晶体管必须满足一组基准才能与电子产品竞争。 暂时没有一种设计能够满足所有这些标准，同时优于最先进电子设备的速度和功耗。 
标准包括： 
- 扇出 - 晶体管输出必须具有正确的形式并且具有足够的功率来操作至少两个晶体管的输入。  这意味着输入和输出波长 ，光束形状和脉冲形状必须兼容。
- 逻辑电平恢复 - 信号需要由每个晶体管“清理”。必须消除信号质量的噪声和降级，使它们不会传播通过系统并累积产生错误。
- 逻辑电平与损耗无关 - 在光通信中，由于光纤电缆中的光吸收，信号强度随距离减小。  因此，简单的强度阈值不能区分任意长度互连的开关信号。系统必须编码不同频率的零和1，使用差分信令，其中两个不同功率的比率或差异携带逻辑信号以避免错误。

## 实现
已经提出了几种方案来实现全光学晶体管。在许多情况下，已经通过实验证明了概念证明。其中的设计基于： 
- 电磁感应透明度
  - 在光学腔或微谐振器中，透射由较弱的栅极光子通量控制[5] [6]
  - 在自由空间中，即没有谐振器，通过解决强相互作用的里德堡态 [7] [8]
- 间接激子系统（由具有静态偶极矩的双量子阱中的束缚电子和空穴组成）。  间接激子由光和衰变产生的光发射，由于它们的偶极子排列而强烈相互作用。 [9] [10]
- 微腔极化子系统（ 光学微腔内的激子 - 极化子 ），类似于基于激子的光学晶体管， 极化子促进光子之间的有效相互作用[11]
- 具有有源拉曼增益介质的光子晶体腔[12]
- 腔开关调制时域中的腔特性，用于量子信息应用[13] 。
- 基于纳米线的空腔采用极化相互作用进行光学转换[14]
- 硅微环放置在光信号的路径上。  栅极光子加热硅微环，引起光学谐振频率的偏移，导致光学供应的给定频率下的透明度变化。 [15]
- 一个双镜光学腔，通过光学镊子捕获大约20,000个铯原子并激光冷却到几微克尔 。  铯合体不与光相互作用，因此是透明的。  腔镜之间的往返行程的长度等于入射光源的波长的整数倍，允许腔传输源光。  来自栅极光场的光子从侧面进入腔体，每个光子与另外的“控制”光场相互作用，改变单个原子的状态以与腔体光场共振，从而改变场的共振波长并阻挡透射源字段，从而“切换”“设备”。  虽然改变的原子仍未被识别，但量子干涉允许从铯中回收门光子。  单门光子可以重定向包含多达两个光子的源场，然后阻止门光子的检索，高于正增益的临界阈值。 [16]

## 参看
- 芯片上的光网络
- 光学互连
- 光学开关
- 并行光学接口
- 光通信
- 光纤电缆
- 光子学
- 光电子
- 电子产品
- 晶体管
- 光学物理
- 光
- 光子
- 光学
- 激光
- 二极管
- 半导体
- 电气元素
- 电子元件